# 雅加达
雅加達、全稱雅加達首都特區，印尼華人又稱其為椰加达、椰城、巴城，是印度尼西亞首都及最大城市，位於爪哇島的西北海岸。雅加達是印尼的經濟、文化和政治中心，也是東盟的主要行政机构所在地。現人口有11,350,328人（截至2023年），而包含屬於大雅加達都會區的周圍城市，居住超過3千萬人，為世界第二大都市圈、南半球最大都會區。雅加達也是大城市中較早面臨海平面上升問題的城市，隨著地球氣候變化帶來的和過度開發，北雅加達的土地面臨嚴重的積水問題，2019年印尼總統佐科·維多多宣布著手遷移首都，待頒布總統令後，首都將遷移至努山塔拉。

## 歷史
雅加達在大約15世紀時建立，最早是一個在芝利翁河口的小漁村，當時的中國文書譯為噶喇吧（Kelapa，馬來語：椰子；或作咬𠺕叭、咖𠺕吧）。葡萄牙人是第一批到訪的歐洲人，16世紀初，一位印度國王允許葡萄牙人在此建立一座要塞。現在這個港口仍然被稱為巽他卡拉巴（Sunda Kelapa）。
1527年，這座城市被淡目苏丹国的法塔西拉所征服。1527年6月22日，法塔西拉將這座城市重新命名為查雅加達（Jayakarta，勝利之城），這個日子被訂為雅加達正式建城的日子。
1619年，荷蘭人征服了這座城市，並重命名為八打威或巴達維亞（Batavia，荷蘭的羅馬名），巴达维亞被定為荷屬東印度的首都。

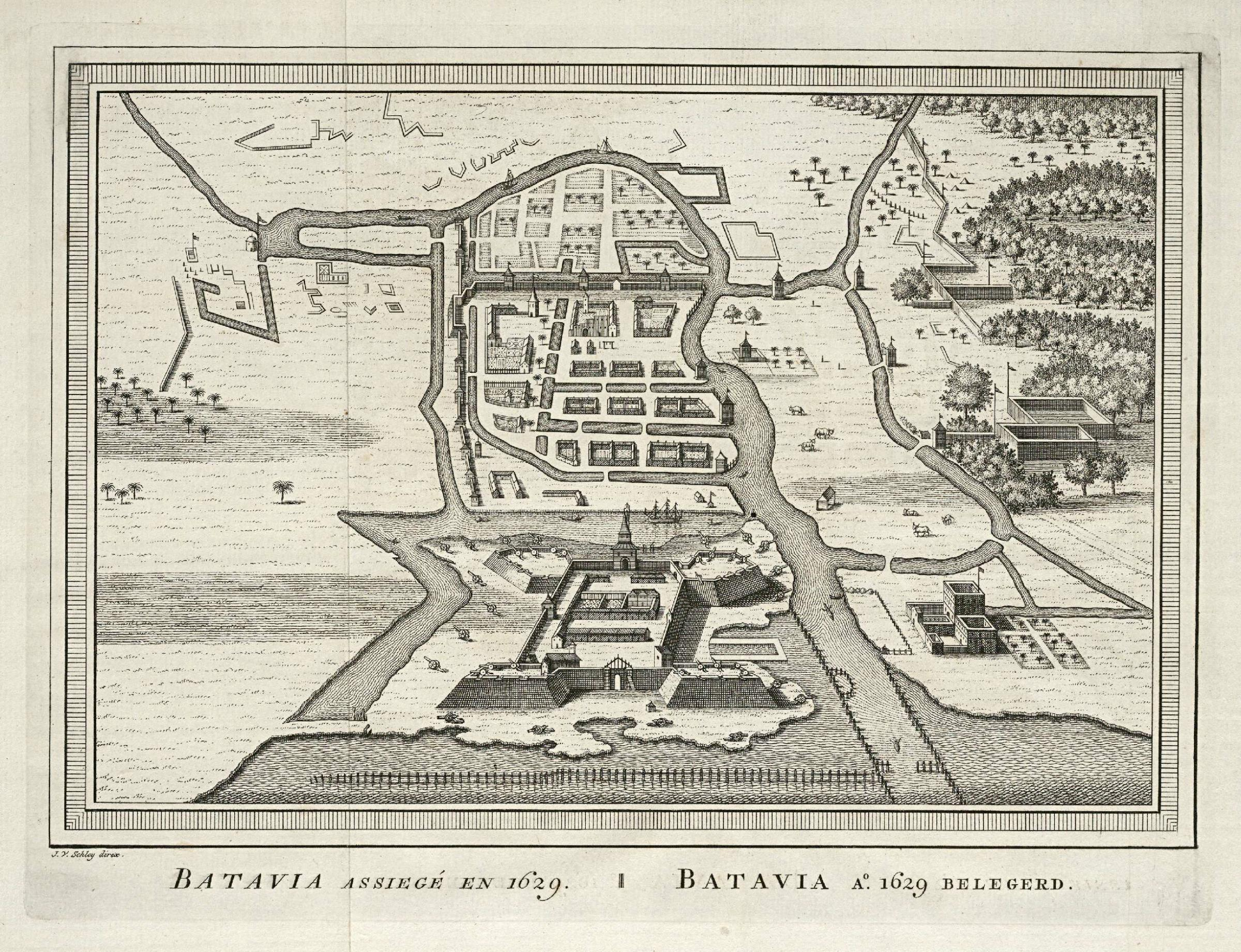
1629年时的巴達維亞，图中前方的堡垒是位于河口的巴達維亞城堡

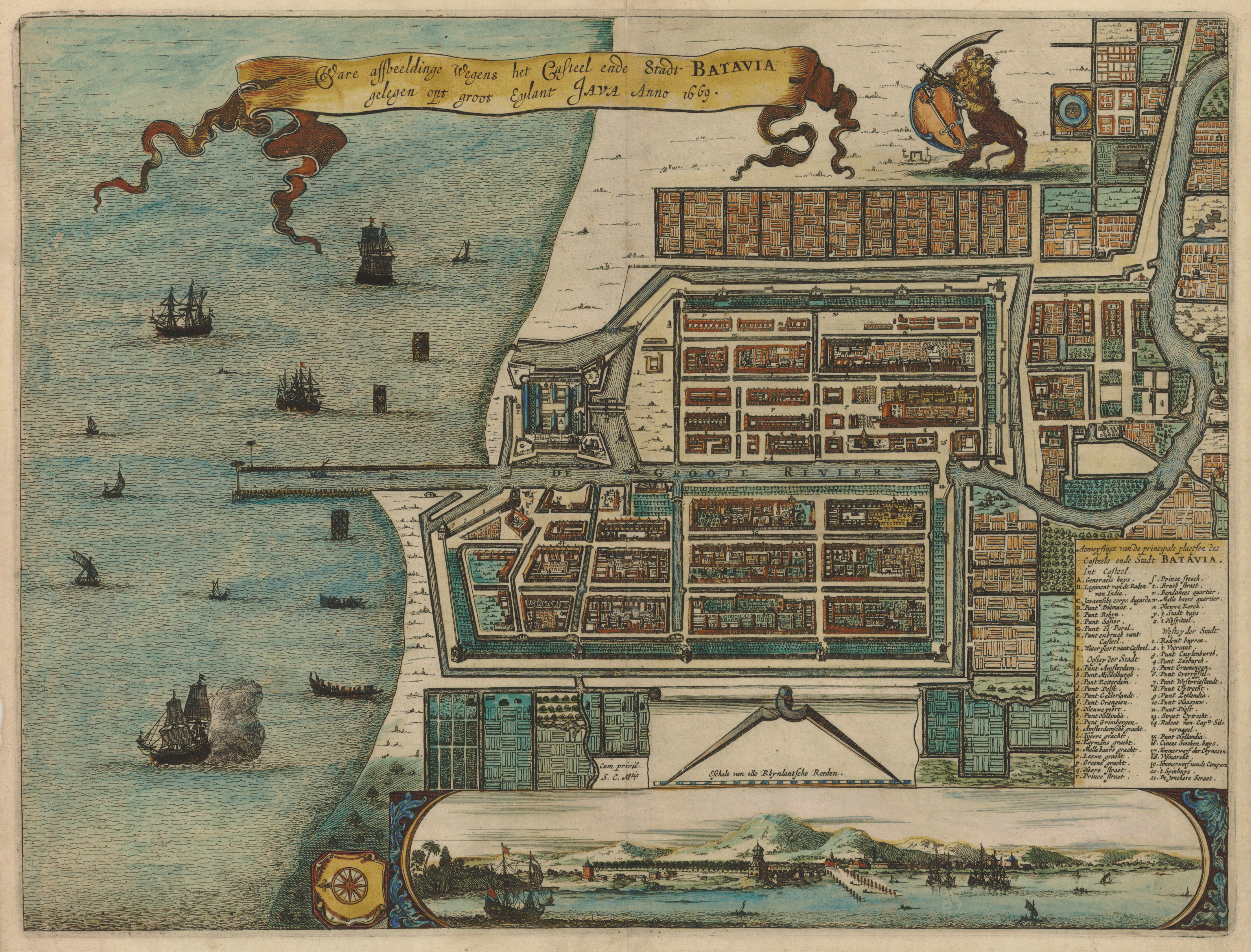
1669年的巴達維亞

1740年，由于对爆发革命的担忧，荷属东印度的荷兰殖民者联合雅加达的原住民制造红溪惨案，对印度尼西亚华人展开大规模屠杀，造成超过10,000名华人死亡。

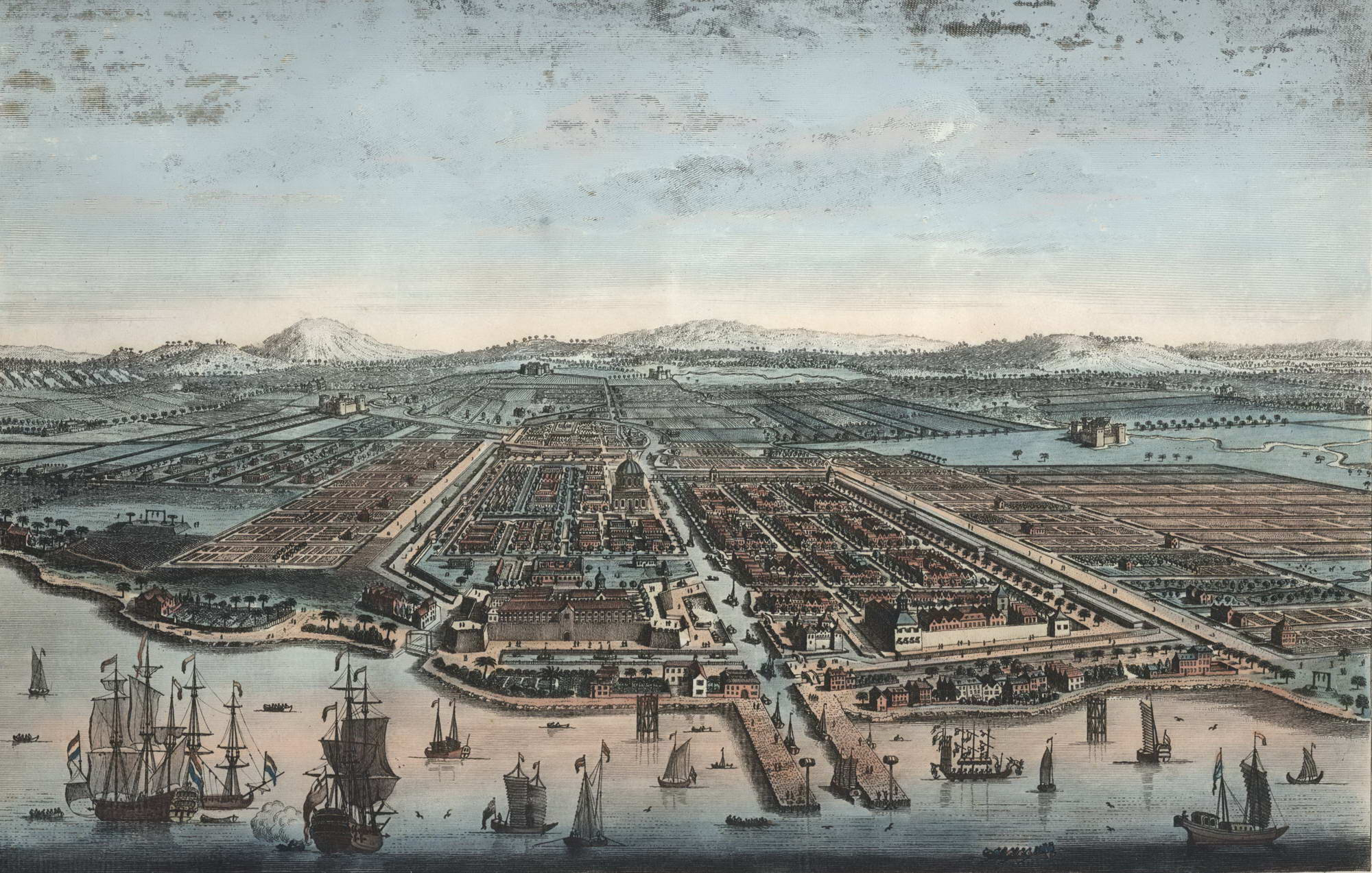
1754年时的巴達維亞

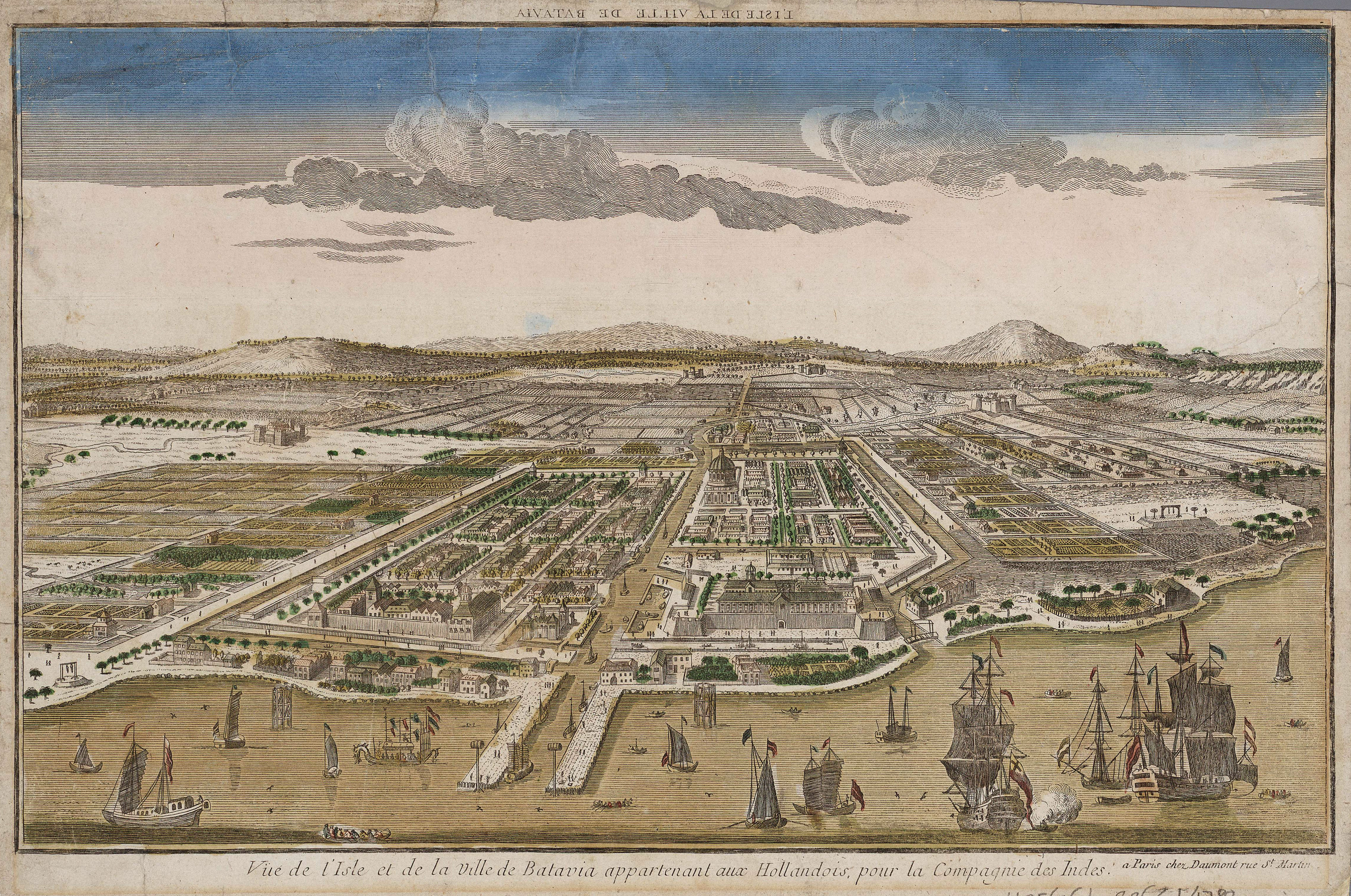
1780年左右的巴達維亞

英國在1811年時佔領了雅加達，直到1816年還給荷蘭殖民政府。在1920到1940年之間，這座城市擴張而且變得現代化。
太平洋戰爭期間，日本在1942年佔領了這座城市，並重新命名為現名雅加達。1945年日本投降後，蘇卡諾和穆罕默德·哈達於8月17日在雅加達宣布印尼獨立。不久後，由於荷蘭殖民政府重新回到這裡，鎮壓獨立運動，共和國政府曾經把首都迁往日惹、武吉丁宜等地，直到1949年12月27日，荷蘭才將統治權移交給印度尼西亞共和國，首都迁回雅加达。
现代的雅加达受交通拥堵、空气污染、地面沉降、洪涝灾害等多项问题困扰。雅加达曾被嘉实多和TomTom评为“全球最堵车城市”。雅加达约40%的面积低于海平面，地面以每年25厘米的速度下沉。由于北部临海地区被开发，城市面临海水倒灌风险。水体污染严重，河流中时常漂满污物，水源被污染。此外，雅加达还常年因苏门答腊等地烧芭而产生雾霾天气。由於面臨緊迫的土地下沉危機，以及上述的這些環境影響；加上印尼政府希望將經濟發展的重心轉移到婆羅洲東加里曼丹省的東部地區，因此2019年宣布遷都。2022年1月18日，印尼政府宣布自2024年起將分階段將首都自雅加達遷至婆羅洲東加里曼丹省的努山塔拉、距離雅加達東北方約2,000公里。努山塔拉在印尼文中有「群島」之意。
根據人民代表會議於2024年4月通過的《雅加達特區法》（2024年第2号法令），在總統簽署總統令後，印尼首都將正式遷往努山塔拉，同時雅加達將改制為特區（而非首都特區），該法曾於同年11月進行修訂，以便當地政府官员适时更改职位头衔。截至2024年12月，總統普拉博沃·蘇比延多仍未頒令遷都，他以2028年或2029年8月17日完成遷都為目標。

## 經濟

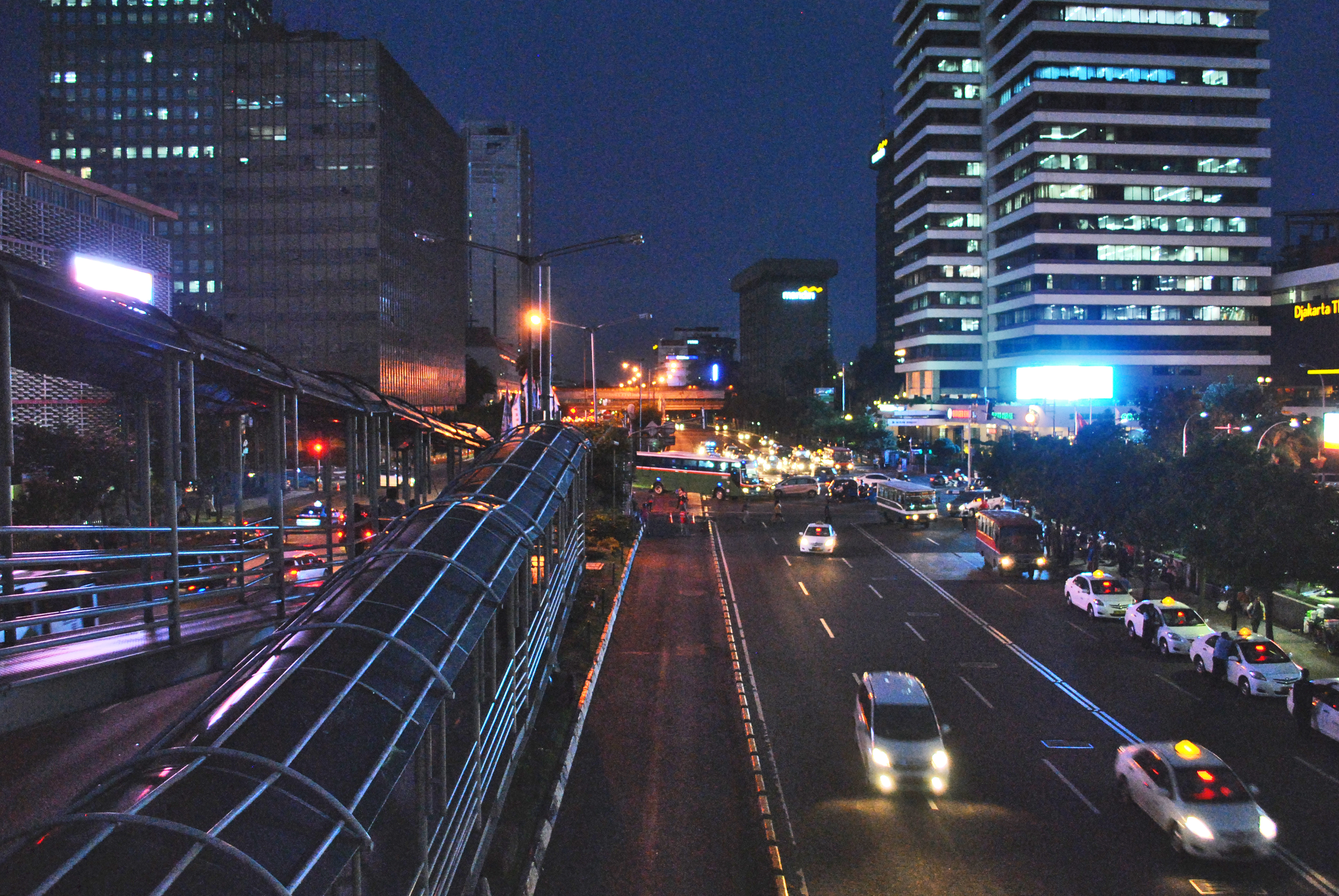
苏迪曼中央商务区的MH坦林路

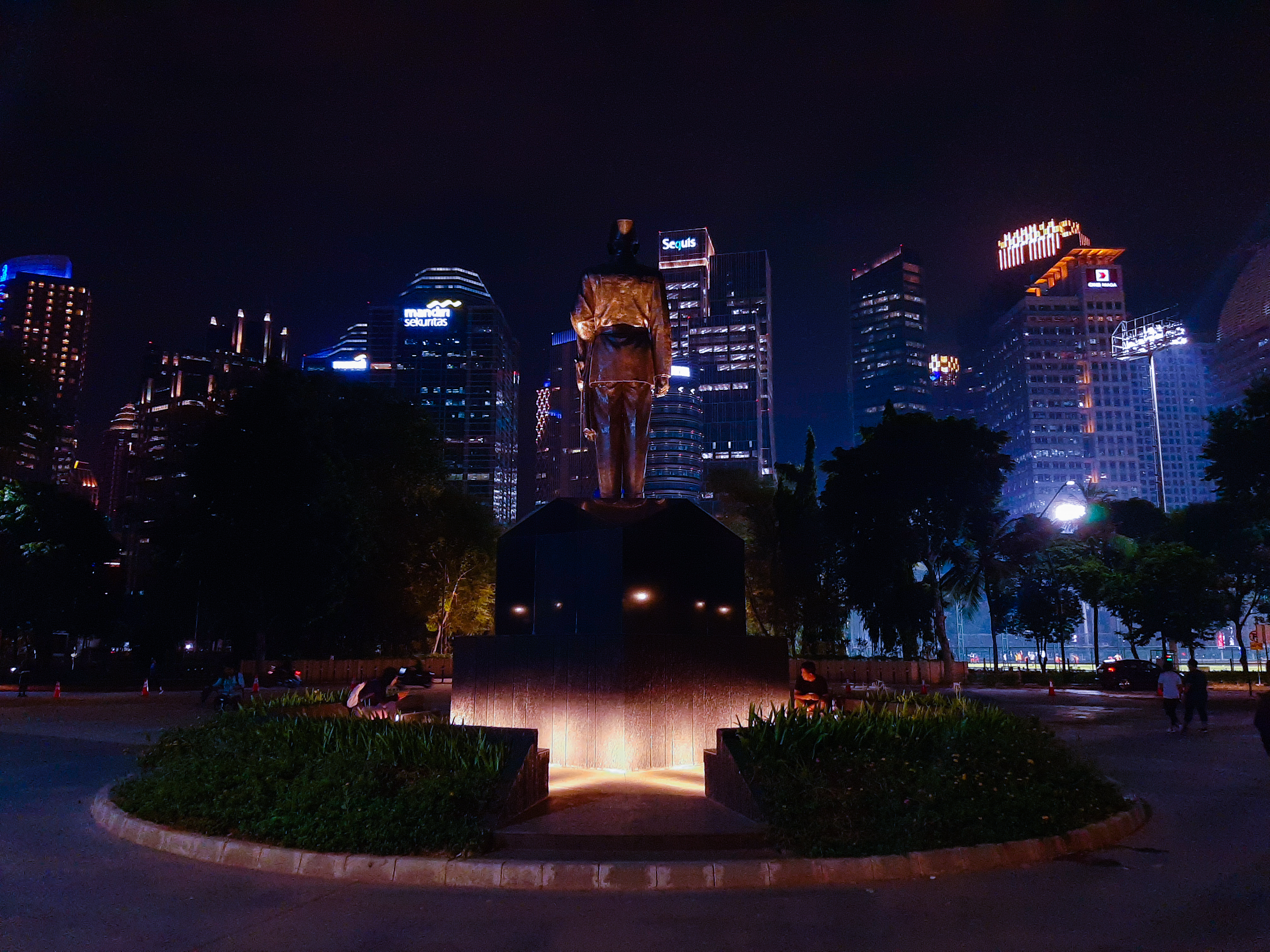
苏迪曼中央商务区的苏加诺雕像

苏迪曼中央商务区的喷泉雕像

作為印尼首都和最大城市，雅加達經濟主要以金融居多，佔該市生產總值28.7%，並擁有國內最大的金融和主要工商业机构。
雅加達早於十五世紀已是重要商港，殖民時代曾是荷屬東印度公司總部所在，貿易遍及亞、歐、非三大陸。今雅加達仍有多處大型綜合市場和專業商場，每年在此舉辦雅加達交易會。
工業集中於市郊，主要項目為煉油和化工。
2007年雅加達經濟增長率，由5.95%跳升至6.44%。增長來源主要是通訊(15.25%)、基礎建設(7.81%)和酒店業(6.88%)。
2007年的新法律禁止人们给乞丐、街头卖艺人和小商贩钱财，禁止在河岸和高速公路旁擅自修建房屋居住，禁止在公共交通工具上吐痰和抽烟。未经授权就清洗轿车挡风玻璃和在十字路口问路也会受到处罚。有人批评这样的法律很难执行，也将会忽视许多贫民的权益。
2014年根據房地產市調機構萊坊（Knight Frank）研究指出，雅加達房價自2010年飆升，近兩年精華區每年平均漲幅37%，高居全球三十大都會之冠，近五年被譽為「第五塊金磚」的印尼，在QE〈量化寬鬆〉減碼後，步入「脆弱五國」命運。

## 行政區劃
雅加达首都特区（印尼语：Daerah Khusus Ibukota Jakarta，简称DKI Jakarta，直译为雅加达首都特别地域）是印度尼西亚34个省级行政区之一，中文常称之为雅加达省、雅京省，特区首长也常称作“省长”。
雅加達下轄五个行政市（Kota administrasi）：
- 東雅加達
- 西雅加達
- 中雅加達
- 北雅加達
- 南雅加達

```

```

此外另轄有一行政县（Kabupaten administrasi）：千岛群岛。
| 城市/区域                          | 面积（km2） | 总人口（2010年） | 人口密度（每平方公里）（2010年） |
| ---------------------------------- | ----------- | ---------------- | -------------------------------- |
| 南雅加达行政市（Jakarta Selatan）  | 141.27      | 2,057,080        | 14,561                           |
| 东雅加达行政市（Jakarta Timur）    | 188.03      | 2,687,027        | 14,290                           |
| 中雅加达行政市（Jakarta Pusat）    | 48.13       | 898,883          | 18,676                           |
| 西雅加达行政市（Jakarta Barat）    | 129.54      | 2,278,825        | 17,592                           |
| 北雅加达行政市（Jakarta Utara）    | 146.66      | 1,645,312        | 11,219                           |
| 千岛群岛行政县（Kepulauan Seribu） | 8.7         | 21,071           | 2,422                            |

## 地理
雅加达首都特区面积699.5平方公里（270.1平方英里），是印度尼西亚所有省份中面积最小的。然而，其大都会区占地6392平方公里（2468平方英里），延伸至西爪哇省和万丹省两个接壤省份。雅加达都会区包括三个相邻的县（贝卡西县、丹格朗县和茂物县）和五个相邻的城市（茂物、德博、勿加泗、丹格朗和南丹格朗）。
雅加达位于爪哇岛西北海岸，位于爪哇海的一个入口处，雅加达湾的芝利翁河口。它的战略位置靠近巽他海峡。雅加达北部是平原，部分地区低于海平面，经常发生洪水；城市的南部是丘陵。它是位于南半球仅有的两个亚洲首都城市之一（与东帝汶的帝力一起）。官方称，雅加达特区的陆地面积为662平方公里（256平方英里），海域面积为6977平方公里（2694平方英里）。千岛群岛在行政上属于雅加达的一部分，位于该市北部的雅加达湾。

### 气候
该市终年高温多雨，四季如夏，为热带季风气候。季節只分雨季與旱季，因受赤道影响，11月至翌年4月为西季候风，5－10月为东季候风，1月份降雨最多。

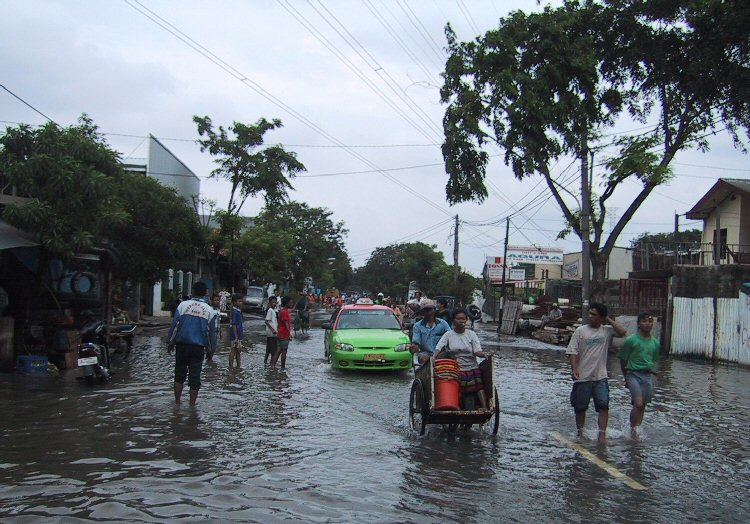
雅加達常會因暴雨而發生水災

| 雅加达                                                 | 雅加达      | 雅加达      | 雅加达      | 雅加达      | 雅加达      | 雅加达      | 雅加达      | 雅加达      | 雅加达      | 雅加达      | 雅加达      | 雅加达      | 雅加达       |
| 月份                                                   | 1月         | 2月         | 3月         | 4月         | 5月         | 6月         | 7月         | 8月         | 9月         | 10月        | 11月        | 12月        | 全年         |
| ------------------------------------------------------ | ----------- | ----------- | ----------- | ----------- | ----------- | ----------- | ----------- | ----------- | ----------- | ----------- | ----------- | ----------- | ------------ |
| 平均高温 °C（°F）                                      | 31.2 (88.2) | 31.4 (88.5) | 32.5 (90.5) | 33.5 (92.3) | 33.5 (92.3) | 34.4 (93.9) | 33.3 (91.9) | 33.0 (91.4) | 32.0 (89.6) | 31.7 (89.1) | 31.3 (88.3) | 32.0 (89.6) | 32.5 (90.5)  |
| 平均低温 °C（°F）                                      | 23.9 (75.0) | 24.4 (75.9) | 23.9 (75.0) | 25.1 (77.2) | 25.4 (77.7) | 24.8 (76.6) | 25.1 (77.2) | 24.9 (76.8) | 25.5 (77.9) | 25.5 (77.9) | 24.9 (76.8) | 24.9 (76.8) | 24.9 (76.7)  |
| 平均降水量 mm（）                                      | 344 (13.5)  | 372 (14.6)  | 215 (8.5)   | 191 (7.5)   | 132 (5.2)   | 89 (3.5)    | 75 (3.0)    | 52 (2.0)    | 69 (2.7)    | 128 (5.0)   | 175 (6.9)   | 207 (8.1)   | 2,049 (80.5) |
| 平均降雨天数                                           | 21          | 22          | 19          | 17          | 11          | 7           | 6           | 5           | 6           | 10          | 16          | 18          | 158          |
| 月均日照時數                                           | 26.7        | 63.2        | 102.1       | 131.4       | 192.5       | 283.4       | 333.2       | 400.1       | 362.4       | 370.3       | 245.7       | 210.5       | 2,721.5      |
| 来源：Meteorology, Climatology, and Geophysical Agency |             |             |             |             |             |             |             |             |             |             |             |             |              |

## 自然與人為災害
主要的自然灾害有干旱、洪水、地震、海啸、山崩、海水倒灌和海平面上升，人為災害則有空氣污染，雅加達的交通十分混亂，是全世界最堵車的城市，並且，受發電廠、工業排放、垃圾焚燒等影響，也是全球空氣汙染最嚴重的國際都會區，由于其人口密集（印度尼西亞的人口數是全世界第四多，而且印度尼西亞的人有58%都集中在爪哇島這個不那麼大的島上），故其所面临的风险更高，又因超抽地下水而地層下陷導致淹水问题日益严重，印尼萬隆理工學院2018年曾發表一份調查，發現雅加達北部過去10年內，共下沉2.5公尺，預估2050年前，大約95%的北部沿海土地，都將被海水淹沒，成為全球消失速度最快的城市之一。，印尼政府为了不让天灾影响政府机构正常运作，近年一直有迁出雅加达，另寻首都的想法（見印度尼西亞遷都計劃），計畫是把首都遷到人口密度相對較低的婆羅洲島，2019年4月29日，佐科·維多多总统经过会议决定搬迁首都到外地。迁都计划列入2020-2024年国家中期发展计划。  2019年8月26日，佐科·維多多总统称新首都将会在東加里曼丹省的库台卡塔内加拉县和佩納揚北巴塞爾縣中进行建设。2022年1月18日，印尼政府宣布自2024年起將分階段遷都，新首都被命名為「努山塔拉」。

## 人口
雅加达吸引了来自印度尼西亚各地的人们，他们经常来此寻找工作。1961年的人口普查显示，该市51%的人口出生在雅加达。内向移民倾向于否定计划生育计划的效果。内务部（Kemendagri）将自己的数据制成表格，列出了2021年底雅加达的人口为11,261,595人。自过去十年身份证要求以来，该数据有所改善。

## 宗教
雅加達宗教以伊斯蘭教為主，不過因國際化程度高，就業機會多等因素，基督徒比例略高於全國平均。
伊斯蘭教（83.83%）、基督宗教（12.45%）（基督新教（8.56%））、天主教（3.89%）、佛教（3.5）%、印度教（0.18%）、儒教（0.015%）、民間信仰（0.004%）

## 交通
- 雅加達地鐵
- 大雅加達輕軌
- 雅加達專線巴士
- 通勤線電動列車

## 友好城市
- 中国北京
- 德国柏林
- 土耳其伊斯坦堡
- 美国洛杉矶
- 新南威尔士
- 法國巴黎
- 荷蘭鹿特丹
- 首爾
- 日本东京
- 印度维杰亚瓦达[35]
- 摩洛哥卡萨布兰卡

## 圖廊
- 印尼最高的辦公大樓46大厦，坐落在雅加達城市中心
- 雅加達有花園之都的美稱，也是GaWC公認的世界級城市
- 国家纪念塔
- 伊斯蒂克拉爾清真寺
- 格罗拉蓬卡诺体育场
- 印尼總統的官邸
- 雅加达旧城区的造船厂
- 雅加達舊市區一景
- 美丽的印度尼西亚缩影公园
- 雅加达市中心
- 雅加达苏迪曼路
- 雅加达每月最后一个星期日为无车日
- 印尼議會
- 雅加达街头的手推车食摊
- 雅加达街头的燃气三轮机车
- 雅加达旧城区
- 雅加达的传统服装雕塑
- 雅加達的公車站
- 贝特威人风俗木偶人
- 巴达维亚的港务塔，现位于雅加达旧城区

## 外部連結
- 印尼大学 （页面存档备份，存于）（英文）（印尼文）
- SeeJakarta，關於雅加達地產的專門博客 （页面存档备份，存于）
- 维基导游上有關雅加達的旅行指南
- OpenStreetMap上有關雅加达的地理